# Буркинийско-индийские отношения
Буркинийско-индийские отношения — двусторонние дипломатические отношения между Буркина-Фасо и Индией. Буркина-Фасо имеет посольство в Нью-Дели, у Индии было посольство в Уагадугу с ноября 1996 года до его закрытия в июле 2002 года. В настоящее время у Индии есть почётное консульство в Уагадугу, которое действует под юрисдикцией Верховного комиссара Индии в Аккре, Гана.

## История
Министр торговли и промышленности Буркина-Фасо возглавил официальную делегацию в Индию в марте 1976 года. Это было первое двустороннее мероприятие между Буркина-Фасо и Индией. В ходе визита две страны подписали Протокол об экономическом и техническом сотрудничестве. С тех пор состоялось несколько визитов на высоком уровне между официальными лицами двух стран.
Президент Буркина-Фасо капитан Тома Санкара посетил Индию в 1983 году для участия в саммите Движения неприсоединения. Государственный министр иностранных дел Индии посетил Буркина-Фасо в 1987 году, став первым индийским министром, посетившим страну. Президент Буркина-Фасо Блез Компаоре посетил Индию в мае—июне 1993 года, и две страны договорились о создании Совместной комиссии для развития двустороннего сотрудничества. Индия также предложила помощь в экономическом развитии Буркина-Фасо, особенно в области сельского хозяйства, ручных ткацких станков, горнодобывающей промышленности, ирригации и мелкой промышленности. Компаоре посетил Дели на два дня в июле 1994 года и снова посетил Индию в 1997 году.
Нарасимха Рао стал первым премьер-министром Индии, посетившим Буркина-Фасо во время государственного визита в Уагадугу 2—4 ноября 1995 года. Рао встретился с президентом Буркина-Фасо, выступил перед парламентом страны и был удостоен высшей гражданской награды Буркина-Фасо. Во время своего визита Рао также открыл посольство Индии в Уагадугу. Посольство возглавлял постоянный поверенный в делах до его закрытия в июле 2002 года. Буркина-Фасо открыла свою дипломатическую миссию в Нью-Дели в 1996 году, а в 2011 году повысила её до уровня посольства.
Буркина-Фасо и Индия создали Совместную комиссию по экономическим, культурным, политическим и техническим вопросам после подписания соглашения в октябре 1994 года. Премьер-министр Терциус Зонго посетил Нью-Дели в апреле 2008 года для участия в первом саммите Форума Индия—Африка, а также провёл двусторонние переговоры с премьер-министром Индии Манмоханом Сингхом.
Буркина-Фасо и Индия были в числе первых 19 стран, присоединившихся к Международному солнечному альянсу, предложенному индийским премьер-министром Нарендрой Моди 15 ноября 2016 года.

## Торговля
Индия была вторым по величине направлением экспорта из Буркина-Фасо в 2015 году. Двусторонняя торговля между Буркина-Фасо и Индией составила 264,40 млн долларов США в 2014—2015 годах по сравнению со 119,76 млн долларов США в предыдущем финансовом году. Индия экспортировала в Буркина-Фасо товаров на 112,76 млн долларов и импортировала в Буркина-Фасо на 151,64 млн долларов. Основными товарами, экспортируемыми Индией в Буркина-Фасо, являются фармацевтическая продукция, транспортные средства и запасные части, железо и сталь и изделия из них, машины и механические приспособления, резина и резиновые изделия. Основными товарами, импортируемыми Индией из Буркина-Фасо, являются золото и хлопок.
Буркина-Фасо была страной-партнером на Конклаве CII в Нью-Дели в марте 2009 года.
В июне 2010 года Bharti Airtel заключила сделку по покупке мобильных операций Zain в 15 африканских странах, включая Буркина-Фасо, за 8,97 миллиарда долларов, что стало вторым по величине приобретением Индии за рубежом после покупки Corus компанией Tata Steel за 13 миллиардов долларов в 2007 году. Bharti Airtel завершила сделку по приобретению 8 июня 2010 года. В январе 2016 года Airtel объявила о заключении соглашения о продаже своих операций в Буркина-Фасо и Сьерра-Леоне французской телекоммуникационной компании Orange SA. Сумма сделки не разглашается, но аналитики оценили её в 800—900 миллионов долларов. Orange взял на себя управление операциями в Буркина-Фасо в июне 2016 года.

## Иностранная помощь
Во время первого визита президента Компаоре в Индию в июле 1994 года Индия предложила помощь в экономическом развитии Буркина-Фасо, особенно в области сельского хозяйства, ручных ткацких станков, горнодобывающей промышленности, ирригации и мелкомасштабной промышленности. Во время второго визита Компаоре в июле 1994 года Индия предоставила Буркина-Фасо помощь в размере 250 миллионов рупий (что эквивалентно 1,4 миллиарда рупий или 17 миллионам долларов США в 2020 году) для развития сельского хозяйства в стране. Помощь включала 200 тракторов, семена, орудия, водяные насосы и несколько других принадлежностей.
Индия направила в Буркина-Фасо опытных фермеров для обучения местных фермеров индийским методам выращивания риса, использованию эргономичных ручных инструментов и тракторов, а также сопутствующим расходным материалам, таким как семена, удобрения и пестициды. Проект начался в Буркина-Фасо в 1999 году и был завершён в 2002 году. Сельскохозяйственная техника, оборудование, транспортные средства и другая необходимая помощь были переданы в дар правительству Буркина-Фасо после завершения проекта.
Буркина-Фасо была одной из девяти стран Западной Африки, включенных в инициативу TEAM-9 и Панафриканский проект электронной сети. Панафриканский проект электронной сети был совместно открыт министром иностранных дел Индии Пранабом Мукерджи и старшим министром иностранных дел и регионального сотрудничества Буркина-Фасо Бедумой Аленом Йодой 23 марта 2009 года на 5-м конклаве CII EXIM Bank по проекту партнёрства Индии и Африки 2009 года в Нью-Дели. В рамках TEAM-9 правительство Индии предоставило кредитную линию на сумму 30,97 млн долларов для сельскохозяйственных проектов и строительства национального почтового отделения в Буркина-Фасо. Ещё две кредитные линии были предоставлены в 2008 и 2010 годах для электрификации сельских районов и для создания завода по переработке томатов соответственно. В первой половине 2012 года было продлено несколько договоров на строительство государственного жилья, поставку 135 автобусов для университетов и других высших учебных заведений, строительство двух мастерских и крытой автостоянки, а также закупку запасных частей.
На первом саммите Форума Индия—Африка в 2008 году Индия обязалась создать Центр профессионального обучения/Инкубационный центр Barefoot College и Лабораторию тестирования тканей почвы и воды в Буркина-Фасо. Меморандум о взаимопонимании по созданию Центра профессионального обучения/Инкубационного центра был подписан в октябре 2013 года. Центр профессионального обучения/Инкубационный центр был создан NSIC в Уагадугу и передан местному агентству при Министерстве молодежи, профессиональной занятости и обучения Буркина-Фасо 3 ноября 2016 года. Индия отправила партию лекарств для помощи людям, пострадавшим от наводнения в Буркина-Фасо 18 июня 2008 года, а также пожертвовала почти 214 000 долларов на помощь в ликвидации последствий наводнения в сентябре 2009 года.
Учёные из Буркина-Фасо посетили Индию в период с июня по декабрь 2013 года и приняли участие в исследованиях в рамках программы стипендий CV Raman Research Fellowships. Буркинийцы посещали Индию для участия в различных учебных программах, организованных правительством Индии. Граждане Буркина-Фасо имеют право на получение стипендий в рамках Индийской программы технического и экономического сотрудничества и Индийского совета по культурным связям.